# Франк Монако
Франк Монако (фр. Franc monégasque) — у минулому грошова одиниця держави Монако. Франк був поділений нп 100 сантимів і мав ISO 4217-позначення MCF. Оскільки існує грошовий союз між Монако і Францією, був прив'язаний Франк Монако до французького франка та був засобом платежу по усій території Франції як і Монако. У 2002 році Франк Монако замінено на Євро у співвідношенні 1:0,152449 .

## Історія
Франк було введено у обіг у Франції в 1795 році та занесений на територію Монако під час його окупації французами з 1793 по 1814 роки. Перші монети з зображенням князя Оноре V де Монако (фр. Honoré V de Monaco) викарбувані у 1837-38 роках у монетному дворі Парижа. У першу серію входило 11 типів монет починаючи з 5 сантимiв до монети у 40 франків. У зв'язку з тим, що монетний двір Монако швидко припинив своє існування, карбування монет, починаючи з 1878 року, здійснювалася на Паризькому монетному дворі. До 1904 року для Монако карбувалися виключно золоті монети. У роки Першої світової війни карбування усіх монет призупинили, а золоті були виведені з обігу. До 1922 року карбувалися лине монети номіналом 20 франків із зображенням відповідного правлячого князя та з 1877 мета один раз у період правління монета у 100 франків. З 1924 року тобто починаючи з правління Луї ІІ карбувались нові серії монет, що у своїх розмірах відповідали монетам французького франка. Недостача монет у 1920—1922 роках привела до емісії банкнот. З 1943 року монети для Монако карбуються знову у Паризькому монетному дворі. З тих пір історія монакського франка повністю повторює всі перипетії французького франка, — зміна номіналів і металів, деномінації.
У 1958 році у Франції введено новий франк, який відповідав 100 старим франкам (Anciens Francs). Ту ж саму фінансову реформу проведено відповідно і у Монако. Остання карбована монета Франк Монако номіналом 10 франків емітована у 2000 році.

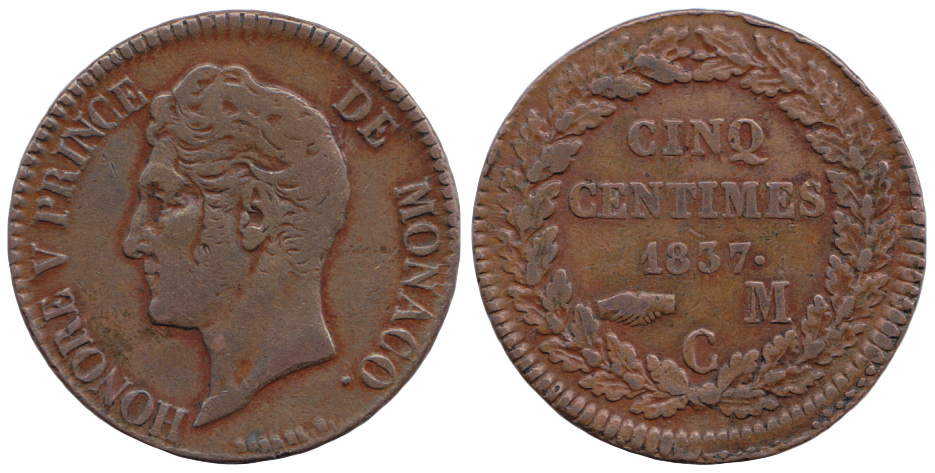
5 сантимів 1837 року, Оноре V.
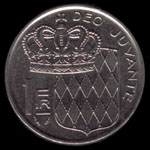
1 франк 1978 року.
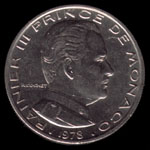
Аверс монети з портретом князя Реньє ІІІ